# Thomas Strunz
Thomas Strunz (ur. 25 kwietnia 1968 w Duisburgu) – były niemiecki piłkarz występujący na pozycji pomocnika.

## Kariera klubowa
Strunz treningi rozpoczął w 1977 roku w klubie TuRA 88 Duisburg. W 1981 roku trafił do juniorskiej ekipy zespołu MSV Duisburg. W 1986 roku został włączony do jego pierwszej drużyny, grającej w Oberlidze. W 1989 roku awansował z zespołem do 2. Bundesligi. Wówczas odszedł do pierwszoligowego Bayernu Monachium. W Bundeslidze zadebiutował 31 sierpnia 1989 roku w wygranym 4:0 meczu z Hamburgerem SV. 27 października 1989 roku w wygranym 2:0 spotkaniu z FC St. Pauli strzelił pierwszego gola w trakcie gry w Bundeslidze. W 1990 roku zdobył z klubem mistrzostwo RFN, a rok później wywalczył z nim wicemistrzostwo Niemiec.
W 1992 roku Strunz odszedł do VfB Stuttgart, również z Bundesligi. Pierwszy ligowy mecz zaliczył tam 15 sierpnia 1992 roku przeciwko Hamburgerowi SV (1:1). W Stuttgarcie spędził 3 lata. W tym czasie rozegrał tam 79 spotkań i strzelił 9 goli.
W 1995 roku Strunz ponownie został graczem Bayernu Monachium. Tym razem jego barwy reprezentował przez 6 lat. W tym czasie zdobył z zespołem Ligę Mistrzów (2001), Puchar UEFA (1996), Puchar Interkontynentalny (2001), 4 mistrzostwa Niemiec (1997, 1999, 2000, 2001), 2 Puchary Niemiec (1998, 2000) oraz 4 Puchary Ligi Niemieckiej (1997, 1998, 1999, 2000). W 2001 roku zakończył karierę.

### Statystyki klubowe
| Klub               | Sezon              | Liga               | Liga  | Liga   | Puchar kraju | Puchar kraju | Europa | Europa | Inne  | Inne   | Suma  | Suma   |
| Klub               | Sezon              | Liga               | Mecze | Bramki | Mecze        | Bramki       | Mecze  | Bramki | Mecze | Bramki | Mecze | Bramki |
| ------------------ | ------------------ | ------------------ | ----- | ------ | ------------ | ------------ | ------ | ------ | ----- | ------ | ----- | ------ |
| Bayern Monachium   | 1989/1990          | Bundesliga         | 20    | 5      | 2            | 0            | 6      | 2      | –     | –      | 28    | 7      |
| Bayern Monachium   | 1990/1991          | Bundesliga         | 26    | 7      | 1            | 0            | 6      | 1      | 1     | 1      | 34    | 9      |
| Bayern Monachium   | 1991/1992          | Bundesliga         | 13    | 0      | 1            | 0            | 1      | 0      | –     | –      | 15    | 0      |
| Bayern Monachium   | Ogólnie            | Ogólnie            | 59    | 12     | 4            | 0            | 13     | 3      | 1     | 1      | 77    | 16     |
| VfB Stuttgart      | 1992/1993          | Bundesliga         | 32    | 5      | 2            | 1            | 3      | 0      | 1     | 0      | 38    | 6      |
| VfB Stuttgart      | 1993/1994          | Bundesliga         | 25    | 3      | 1            | 0            | –      | –      | –     | –      | 26    | 3      |
| VfB Stuttgart      | 1994/1995          | Bundesliga         | 22    | 1      | 3            | 1            | –      | –      | –     | –      | 25    | 2      |
| VfB Stuttgart      | Ogólnie            | Ogólnie            | 79    | 9      | 6            | 2            | 3      | 0      | 1     | 0      | 89    | 11     |
| Bayern Monachium   | 1995/1996          | Bundesliga         | 24    | 3      | 2            | 0            | 9      | 2      | –     | –      | 35    | 5      |
| Bayern Monachium   | 1996/1997          | Bundesliga         | 19    | 1      | 4            | 2            | 2      | 0      | –     | –      | 25    | 3      |
| Bayern Monachium   | 1997/1998          | Bundesliga         | 16    | 3      | 4            | 1            | 4      | 0      | 2     | 0      | 26    | 4      |
| Bayern Monachium   | 1998/1999          | Bundesliga         | 24    | 4      | 4            | 0            | 9      | 0      | 2     | 0      | 39    | 4      |
| Bayern Monachium   | 1999/2000          | Bundesliga         | 9     | 0      | 1            | 0            | 2      | 1      | –     | –      | 12    | 1      |
| Bayern Monachium   | 2000/2001          | Bundesliga         | 5     | 0      | 1            | 0            | 2      | 0      | 1     | 0      | 9     | 0      |
| Bayern Monachium   | Ogólnie            | Ogólnie            | 97    | 11     | 16           | 3            | 28     | 3      | 5     | 0      | 146   | 17     |
| Ogólnie w karierze | Ogólnie w karierze | Ogólnie w karierze | 235   | 32     | 26           | 5            | 44     | 6      | 7     | 1      | 312   | 44     |

## Kariera reprezentacyjna
W 1990 roku Strunz rozegrał 2 spotkania w reprezentacji RFN U-21. 10 października 1990 roku w wygranym 3:1 meczu ze Szwecją zadebiutował w seniorskiej kadrze Niemiec.
W 1994 roku został powołany do kadry na Mistrzostwa Świata. Wystąpił na nich w spotkaniach z Boliwią (1:0), Hiszpanią (1:1) oraz z Bułgarią (1:2). Z tamtego turnieju Niemcy odpadli w ćwierćfinale.
7 czerwca 1995 roku w przegranym 2:3 pojedynku eliminacji Mistrzostw Europy 1996 Strunz strzelił pierwszego gola w trakcie gry w kadrze. W 1996 roku znalazł się w kadrze na Mistrzostwa Europy. Wystąpił na nich w meczach z Czechami (2:0), Rosją (3:0), Włochami (0:0), Anglią (1:1, 7:6 w rzutach karnych) oraz w finale z Czechami (1:1, 2:1 po dogrywce). Niemcy zostali triumfatorem tamtego turnieju.
W latach 1990–1999 w drużynie narodowej Strunz rozegrał w sumie 41 spotkań i zdobył 1 bramkę.